# 五华站
五华站是龙龙高速铁路的一座中间站，位于中华人民共和国广东省梅州市五华县，规模为2台5线，站房建筑面积为9998.78平方米。本站于2024年9月14日随龙龙高速铁路梅龙段的开通而启用。